# Lyngoksen
Koordinaten: 60° 48′ N, 4° 47′ O
Lyngoksen ist eine unbewohnte Insel im Fedjefjord in der Kommune Austrheim im norwegischen Fylke Vestland. Die Torfschicht auf Lyngoksen ist ungewöhnlich dick und die Insel hebt sich dadurch von Inseln wie Fosnøyna und Radøy ab. Selbst auf den Hügeln Lyngoksens gibt es mehrere Stellen mit Torf von bis zu zwei Metern Dicke. Torf, der die gesamte Landschaft bedeckt, wird als „Geländedeckungstorf“ bezeichnet.
Lyngoksen ist seit langem von Heide, Moor und Torf bedeckt. Im Torf wurden Funde der frühen Bauern an der Küste Hordalands gefunden. Bereits in der Jungsteinzeit wurde der Wald auf der Insel gerodet. Das Heidemoor, das dadurch geschaffen wurde, gehört zu den ältesten in Hordaland. Die Entwaldung führte dazu, dass der Grad der Verdunstung auf der Oberfläche reduziert wurde. Dies führte zur Bildung von extensiven Torfmooren.
Die Qualität des Torfes ist erstklassig. Daher war der Torfabbau auf der Insel umfangreich. Auf den Mooren im Herbst gibt es auch reiche Ernten von Moosbeeren, aus denen Saft und Marmelade hergestellt werden.
Für die Bauern ist es praktisch, ihre Tiere auf der Insel zu halten. Zäune sind nicht erforderlich und die Gefahr eines Angriffs durch Raubtiere ist viel geringer als auf dem Festland. Mit dem Abbrennen der Heide und der sorgfältigen Nutzung des Weidelands ist das ganze Jahr über genug Futter für die Tiere vorhanden.